# Bung Karnostadion
Het Bung Karnostadion is een voetbalstadion in Jakarta, Indonesië.

## Geschiedenis
De bouw van het stadion startte op 8 februari 1960 en het stadion was gereed op 21 juli 1962 op tijd voor de 4e Aziatische Spelen gehouden in Jakarta in 1962. De originele capaciteit van 100.800 werd, na de verbouwing voor de Azië Cup in 2007 teruggebracht tot 88.083. Het stadion is verdeeld in 24 sectoren en het heeft 12 ingangen.
Het stadion maakt deel uit van een complex dat bestaat uit:
- Stadion Madya, een open stadion met een capaciteit van 20.000
- Istora, een sporthal met een capaciteit van 10.000
- een watersport-arena met een capaciteit van 8.000
- een tennisstadion met een capaciteit van 5.000
- een kleinere sporthal met een capaciteit van 3.500
- een softbalveld
- een boogschietbaan
- een hockeyveld